# Varuh človekovih pravic
Varuh človekovih pravic ali ombudsman (oz. angl. ombudsperson) je predstavnik ljudstva in institucija, ki varuje človekove pravice. Beseda ombudsman (umbuðsmann) je švedskega izvora in pomeni »predstavnik«. 
Do leta 2001 se je institucija ombudsmana na državni ravni razširila v približno 110 držav po svetu. Poleg državnih obstajajo tudi regionalni, mestni, provincialni ombudsmani, nekatere države pa imajo ombudsmana na nacionalni, regionalni in subnacionalni ravni.

## Zgodovina institucije
Institucije ombudsmana je bila prvič ustanovljena leta 1809 na Švedskem, ko je bil tam ustanovljen »predstavnik za pravičnost«. V druge države se je institucija začela širiti šele v 20. stoletju, ko so jo prve ustanovile tudi druge skandinavske države. Finska je institucijo varuha človekovih pravic ustanovila leta 1919, Danska leta 1955 in Norveška leta 1962. Največjo popularnost je institucija ombudsmana doživela v 60. letih 20. stoletja, ko so jo množično ustanavljale države Commonwealtha in druge, večinoma evropske države. Do sredine leta 1983 je bila institucija ombudsmana na nacionalni ravni ustanovljena v 21 državah, šest pa jih je delovalo na provincionalni/državni oziroma regionalni ravni.
Kot nadgradnjo nacionalne institucije ombudsmana je Evropska unija po načelih maastrichtske pogodbe ustanovila institucijo Evropskega ombudsmana. Prvi evropski varuh človekovih pravic je bil na položaj imenovan leta 1995, od 1. aprila 2003 pa ta položaj zaseda Nikiforos Diamandouros, ki je bil pred tem varuh človekovih pravic v Grčiji.

## Delo
Naloga varuha človekovih pravic je preiskovanje nezakonitega ali nepravilnega dela državnih organov, postopek preiskave pa se začne na podlagi pobude. S soglasjem prizadetega lahko začne postopek tudi na lastno pobudo. Po poizvedbah in preiskavi izdela poročila o svojih ugotovitvah. Z njimi obvešča javnost in državni zbor. K sodelovanju v preiskavah vabi tudi funkcionarje in uslužbence državnih organov, za dodatna pojasnila pa lahko povabi kogarkoli za pričo ali izvedenca. Kot institucija ima varuh človekovih pravic dostop do podatkov in dokumentov, ki so v pristojnosti državnih organov. Sodeluje s sorodnimi ustanovami in njihovimi združenji v drugih državah ter z ustreznimi mednarodnimi organizacijami.
Varuh poleg tega obravnava širša vprašanja, pomembna za varstvo človekovih pravic in temeljnih svoboščin ter za pravno varnost državljanov. Poleg preiskovalnega dela je naloga varuha, da državnim organom posreduje predloge, mnenja, kritike in priporočila ter, da izpostavi svoje stališče na različnih področjih z vidika varstva človekovih pravic. Državnemu zboru ali vladi daje varuh človekovih pravic tudi pobude za spremembe zakonov in drugih aktov ter pripravlja pobude za izboljšanje poslovanja in ravnanja s strankami. 
Ena od nalog ombudsmana je tudi, da s soglasjem prizadetega vloži ustavno pritožbo ali zahteva presojo ustavnosti in zakonitosti v zvezi z dejanji državnih organov ali institucij. 
Poleg tega opravlja varuh človekovih pravic tudi preglede zaporov in drugih prostorov, v katerih so osebe, ki jim je odvzeta prostost, ter drugih zavodov z omejeno svobodo gibanja. S tem zagotavlja varovanje človekovih pravic tudi v teh institucijah. 

## Slovenija
Institucija varuha človekovih pravic je bila v slovenski ustavni sistem vpeljana z novo Ustavo RS, ki je bila sprejeta decembra 1991. Varuha človekovih pravic v Ustavi RS opredeljuje 159. člen, ki določa, da se za varovanje človekovih pravic in temeljnih svoboščin v razmerju do državnih organov, organov lokalne samouprave in nosilcev javnih pooblastil z zakonom določi varuh pravic državljanov. Predhodnik ustanovitvijo institucije varuha človekovih pravic je podobne naloge v Sloveniji opravljal Svet za varstvo človekovih pravic in temeljnih svoboščin. 

### Delo Sveta za varstvo človekovih pravic in temeljnih svoboščin
Ta Svet je bil ustanovljen leta 1988 in je vseskozi deloval kot pluralno sestavljeno kolektivno telo. Njegovi člani so bili ugledni posamezniki slovenske javnosti, ki so na področju varstva človekovih pravic delovali nepoklicno. V obdobju, od leta 1988 do leta 1990, je deloval v okviru takratne Socialistične zveze delovnega ljudstva, mandatar za sestavo Sveta pa je bil prof. dr. Ljubo Bavcon. Delovanje Sveta v tem obdobju je bilo omejeno na splošno raven, saj se je Svet omejil le na opozarjanje na kršenje človekovih pravic v Sloveniji in Jugoslaviji preko javnih izjav. 
Leta 1990 je republiška skupščina sprejela poseben zakon o Svetu, s katerim mu je podelila tudi posebne zakonske pristojnosti za obravnavo posameznih primerov. S temi pristojnostmi je dobil Svet dostop do vseh informacij državnih organov, ki jih imajo danes tudi varuhi človekovih pravic. Zakon je tudi določal, da se predsednik Sveta ter člani, ki jih on predlaga, volijo v skupščini. S sprejetjem tega zakona je Svet postal neodvisna institucija in se je iz prostorov Socialistične zveze preselil v prostore skupščine. 
Od leta 1990 do konca leta 1994 je Svet dajal večji poudarek obravnavi pobud posameznikov. Decembra leta 1993 je Državni zbor RS sprejel Zakon o varuhu človekovih pravic, ki je določil pristojnosti Varuha in njegova pooblastila ter dal zakonsko podlago za ustanovitev te institucije. 29. septembra 1994 je bil tako na predlog predsednika republike Državni zbor Republike Slovenije za prvega varuha človekovih pravic izvoljen Ivan Bizjak. Po izvolitvi je varuh predlagal državnemu zboru imenovanje štirih namestnikov, vendar je državni zbor na seji 8. decembra 1994 imenoval le tri. Za namestnike varuha so bili imenovani: Aleš Butala, France Jamnik in Jernej Rovšek. Namestniki imajo na področjih, za katera so pristojni, vsa pooblastila, ki jih zakon daje varuhu.

### Slovenski varuh človekovih pravic
Varuh človekovih pravic je uradno začel delati 1. januarja 1995, s tem dnem pa je prenehal delovati Svet za varstvo človekovih pravic in temeljnih svoboščin. Takrat je tudi prenehal veljati zakon o Svetu za varstvo človekovih pravic in temeljnih svoboščin, Varuh pa je skladno z zakonom prevzel od Sveta arhiv in zadeve, ki jih je do tedaj prejel in reševal on.
Varuh človekovih pravic v Sloveniji raziskuje in sodeluje pri razrešitvi stanja povsod, kjer so kršene človekove pravice. O tem, kako zavarovati svoje pravice, seznanja javnost in pripravlja bilten varuha človekovih pravic. O kršitvah pravic obvešča tudi državne organe in druge ustanove, po potrebi pa o hujših kršitvah obvešča tudi mednarodno javnost.

### Varuhi človekovih pravic v Sloveniji
- Ivan Bizjak (29. september 1994 - 29. september 2000)
- Matjaž Hanžek (29. september 2000 - 20. december 2006)
- Zdenka Čebašek-Travnik (20. december 2006 - 22.februar 2013)
- Vlasta Nussdorfer (23. februar 2013 - 22. februar 2019)
- Peter Svetina (23. februar 2019 - )